# Барсков, Яков Лазаревич
Яков Лазаревич Барско́в (1863—1937) — историк русской литературы XVIII века, педагог.

## Биография
Происходил из поморской старообрядческой среды. Родился 19 марта 1863 года в селе Полищи Касимовского уезда Рязанской губернии.
В 1886 году окончил историко-филологический факультет Московского университета; был учеником В. О. Ключевского. Окончив курс с серебряной медалью, был оставлен при университете для подготовки к профессорской деятельности, но, будучи поглощён педагогической практикой, не предоставил магистерской диссертации.
Начал преподавать в ряде московских учебных заведений. Преподавал в 5-й московской гимназии, где большое влияние оказал на становление научных интересов Н. П. Киселёва и Г. В. Вернадского.
Помимо гимназии стал исполнять обязанности инспектора классов в Павловском институте, в 1908 году — в Ксенинском институте, в 1909 году — на Педагогических курсах военно-ученого ведомства, в 1909—1914 гг. — в Женском педагогическом институте, где читал курс «теории истории». В 1902—1916 гг. преподавал методику преподавания русской истории на Высших женских (Бестужевских) курсах. Одновременно, служил в собственной е. и. в. канцелярии по учреждениям императрицы Марии, был председателем правления общества вспомоществования бывшим воспитанникам Павловского института, членом императорского Женского патриотического общества (института) и за свою деятельность был награждён чином статского советника.
Также в 1890-е — 1900-е гг. Я. Л. Барсков сотрудничал с московским журналом «Детский отдых» (здесь печатались также Вас. И. Немирович-Данченко, Д. Н. Мамин-Сибиряк и другие известные литераторы). Вначале он писал под псевдонимами «Р» и «Я. Болотин», а затем стал выступать и под настоящим именем и даже недолговременно редактировал это периодическое издание. В 1896 году Барсков предпринял попытку издавать и свой собственный журнал «Искусство и наука», к работе в котором привлёк историка А. А. Кизеветтера, Д. Н. Мамина-Сибиряка и других видных сотрудников, однако из-за финансовых затруднений вышел лишь один номер журнала.
С 1900-х годов также работал в должности делопроизводителя в Санкт-Петербургском главном архиве Министерства иностранных дел, где активно собирал материалы для своих будущих работ. Был привлечён к разбору рукописей дворцового архива, имел доступ к разнообразным, порою практически недосягаемым для многих учёных историко-литературным материалам. В это время он подготовил к изданию «Памятники первых лет русского старообрядчества», в которые включил новые материалы, внёс текстологические исправления в ранее опубликованные и составил примечания к ряду произведений, в числе которых было и «Житие протопопа Аввакума».
В сфере его интересов была литературная и общественная, в том числе революционная, мысль: он опубликовал значительные работы об А. Н. Радищеве, Н. И. Новикове, А. М. Кутузове, И. В. Лопухине и др.
Также его интересовало время царствия Екатерины II. Я. Л. Барсков активно работал над документами императрицы, сделал доклад о её сочинениях в Русском историческом обществе, после которого был привлечён А. Н. Пыпиным к изданию 12-томного собрания сочинений императрицы. После кончины в 1904 году А. Н. Пыпина Я. Л. Барсков возглавил 12-томное академическое издание сочинений Екатерины II, завершил работу над 11-м и 12-м томами и полностью подготовил к изданию 6-й том. Барсков составил и прокомментировал последний том екатерининского собрания, вышедшего в 1907 году и включившего в себя семь редакций мемуаров царицы, а также ряд мемуарных фрагментов. Барсков, изучив сотни записок Екатерины II Потёмкину, считал главным оружием царицы ложь: «Всю жизнь, с раннего детства до глубокой старости, она пользовалась этим оружием, владела им, как виртуоз, и обманывала родителей, гувернантку, мужа, любовников, подданных, иностранцев, современников и потомков».
К Я. Л. Барскову перешли и материалы о масонстве, собранные А. Н. Пыпиным; их он впоследствии передал своему ученику Г. В. Вернадскому. Не без влияния Пыпина с середины 1910-х гг. Я. Л. Барсков сам также начал заниматься изучением истории русского масонства. Результатом этой работы стало издание «Переписки московских масонов XVIII века» (1915).
В 1917 году служил в Министерстве иностранных дел; 13 ноября 1917 года за отказ подчиняться Совету народных комиссаров был уволен с должности без права на пенсию.
После 1917 года Я. Л. Барсков занимался преимущественно публикаторской работой. Сын В. О. Ключевского передал Я. Л. Барскову его архив; на основе этих материалов, конспектов своих и других учеников покойного историка Я. Л. Барсков подготовил к изданию 5-й том «Курса русской истории», а также скопировал на пишущей машинке весь архив В. О. Ключевского. О попытке более активно включиться в общественную жизнь свидетельствует создание Я. Л. Барсковым кружка имени М. Е. Салтыкова-Щедрина, проспект учреждения которого вместе с ним подписали Н. А. Котляревский, А. Ф. Кони, М. К. Лемке, Б. Л. Модзалевский.
В 1920-е годы Я. Л. Барсков напряжённо работал по договору с издательством «Прибой» над политико-экономическим трудом «Раздел мира», однако издателей не удовлетворяет уровень марксистской теоретической подготовки Я. Л. Барскова, и он вынужденно оставляет работу над задуманной книгой. Параллельно Я. Л. Барсков пишет популярные брошюры о Первой мировой войне, убийстве Павла I, а также возобновляет педагогическую деятельность в Техникуме кустарной промышленности (в конце 1920-х — начале 1930-х гг.). В 1928 г. Я. Л. Барсков являлся членом Научного общества марксистов, в котором неоднократно читал доклады; а также был заведующим историческим кабинетом Центрального педагогического музея.
С начала 1930-х гг. Я. Л. Барсков начал активно сотрудничать с издательством «Academia», для которого готовит сочинения А. Н. Радищева, Д. И. Фонвизина, М. М. Щербатова, работу о русском утопическом романе. Наряду с этим для «Литературного наследства» он готовит публикацию архива Паниных, переписки Екатерины II с Г. А. Потёмкиным, издает в этой серии ряд статей. В последние годы своей жизни Я. Л. Барсков также начал собирать документы о жизни и творчестве А. П. Чехова и М. Е. Салтыкова-Щедрина, тесно общался с В. И. Невским. Лишь немногое из начатого им было доведено до конца и напечатано.
В разные периоды своей жизни Я. Л. Барсков сотрудничал с такими историками, как А. А. Кизеветтер, Н. А. Котляревский, С. Ф. Платонов, В. П. Преображенский, А. Е. Пресняков, А. Н. Пыпин, с некоторыми из которых и дружил лично. У него учились такие видные учёные, как М. П. Алексеев, П. Н. Берков, В. А. Десницкий, Б. С. Мейлах, Н. Л. Степанов.
Личный архивный фонд учёного (более 1000 единиц хранения) хранится в Отделе рукописей Российской государственной библиотеки (фонд 16).
В последние годы жизни из большой барской квартиры его все время вытесняли. В беседах Барсков говорил, что пока ему оставили ванную — довольно большую комнату. Шутил, что в ванне спать очень удобно. В сущности, он проводил почти все время в Публичной библиотеке, в так называемом «предбаннике» — фойе перед залом для научных работников на первом этаже.

Получал пенсию — тогда её давали немногим. По словам Якова Лазаревича основания для её получения были следующие:
Был у меня племянник, сын покойного брата, человек «предосудительного» образа мыслей — все путался с революционерами и не раз скрывался у меня. А я был уже в высоком чине, и полиция не рисковала ко мне являться. Племянник привел как-то какого-то революционера, и я его несколько дней у себя скрывал. Мы с ним много спорили о революции. После революции я узнал, что это был Молотов. Это было одно из оснований выплаты мне пенсии.
Скончался 17 августа 1937 года.

## Сочинения
- Список трудов академика А. Н. Пыпина. 1859—1903. — СПб., 1903. 122 с.
- Памятники первых лет русского старообрядчества. — СПб., 1912.
- Иван Владимирович Лопухин (статья в Русский биографический словарь). — СПб., 1914.
- Педагогический музей военно-учебных заведений 1864—1914. — СПб., 1914.
- Переписка московских масонов XVIII века. — Петроград, 1915.

## Рекомендуемая литература
- РГБ. Фонд 16. Барсков Яков Лазаревич. Опись фонда